# 아키야마 히로키
아키야마 히로키(일본어: 秋山 裕紀, 2000년 12월 9일~)는 일본의 축구 선수이다.

## 구단 경력
그는 2019년 J2리그의 알비렉스 니가타에 입단했다. 2020년 9월부터 10월까지 J3리그의 아술 클라로 누마즈에서 뛰었다. 2021년 8월 J3리그의 가고시마 유나이티드 FC로 임대 이적했다. 2022년 알비렉스 니가타로 복귀했다. 2022년 J2리그 우승으로 J1리그로 승격했다. 2025년 7월 SV 다름슈타트 98로 이적했다.